# Andrzej Macenowicz
Andrzej Ernest Macenowicz (ur. 24 lutego 1946) – polski urzędnik państwowy, menedżer i dyplomata, w latach 1996–1997 podsekretarz stanu w Urzędzie Rady Ministrów i Kancelarii Prezesa Rady Ministrów.

## Życiorys
Ukończył Akademię Rolniczą w Krakowie, na tej uczelni odbył asystenckie studia przygotowawcze. Kształcił się podyplomowo w zakresie zarządzania i organizacji pracy oraz na 3-letnich studiach w Akademii Dyplomatycznej. W latach 1973–1980 działał w organizacjach młodzieżowych. Następnie pracował jako doradca ministra spraw zagranicznych i od 1980 do 1994 sekretarz ambasady w Hadze.
Blisko współpracował z Józefem Oleksym. W latach 90. został dyrektorem Stowarzyszenia Polskie Uniwersytety Ludowe. Od 7 marca 1995 do 24 stycznia 1996 pozostawał dyrektorem Gabinetu Premiera Józefa Oleksego w Urzędzie Rady Ministrów (w randze dyrektora generalnego). Następnie od 25 stycznia do 31 grudnia 1996 był podsekretarzem stanu w URM i zarazem sekretarzem Komitetu Spraw Obronnych Rady Ministrów, a po reorganizacji zajmował tożsame stanowisko w Kancelarii Prezesa Rady Ministrów od 3 stycznia do 31 października 1997.
Później działał w biznesie, został członkiem rad nadzorczych CPN, Budimexu i PERN (jako prezes), a także szef spółki Naftoporty. W latach 2002–2005 wiceprezes ds. kadr i administracji, następnie do 2006 pełnomocnik zarządu PKN Orlen. W 2001 wskazywano go jako kandydata na prezesa tej spółki. Był przesłuchiwany przed sejmową komisją śledczą w sprawie PKN Orlen. W raporcie Antoniego Macierewicza został wymieniony jako agent Wojskowych Służb Informacyjnych o pseudonimie „Parys”. Według Macenowicza współpraca trwała od 1988 do 1992, natomiast według twórców raportu – także w trakcie pracy w administracji rządowej i Orlenie.